# فهرست کشورها بر پایه صادرات دارو
در زیر فهرستی از کشورها بر پایه صادرات دارو قرار گرفته‌است. داده‌ها مربوط به سال ۲۰۱۴ میلادی به میلیارد دلار آمریکا است، که توسط رصدخانه پیچیدگی اقتصادی گزارش شده‌است. اکنون ده کشور برتر فهرست شده‌اند که بیش از ۷۵٪ از کل ارزش بازار را که ۳۵۴ میلیارد دلار آمریکا برآورد می‌شود؛ شامل می‌شوند.
| #   | کشور                | ارزش  | سهم بازار جهانی |
| --- | ------------------- | ----- | --------------- |
| -   | اتحادیه اروپا       | ۱۷۸   | ۵۱٫۲٪           |
| ۱   | آلمان               | ۵۰    | ۱۶٪             |
| ۲   | ایالات متحده آمریکا | ۳۸٫۱  | ۱۱٪             |
| ۳   | سوئیس               | ۳۴٫۱  | ۹٫۶٪            |
| ۴   | ایتالیا             | ۲۷٫۵  | ۷٫۸٪            |
| ۵   | ایرلند              | ۲۲٫۸  | ۶٫۴٪            |
| ۶   | بلژیک + لوکزامبورگ  | ۲۰٫۹  | ۵٫۹٪            |
| ۷   | بریتانیا            | ۱۹٫۶  | ۵٫۶٪            |
| ۸   | هلند                | ۱۴٫۳  | ۴٪              |
| ۹   | هند                 | ۱۲٫۱  | ۳٫۴٪            |
| جمع | —                   | ۲۶۲٫۳ | ۷۵٫۳            |